# Stavkirke de Lom
La stavkirke de Lom est une stavkirke (une église en bois) située à Lom en Norvège. Elle a été construite au XIIe siècle et a été rénovée plusieurs fois.